# Liga del Fútbol Profesional Boliviano 1998
La Liga de Fútbol Profesional Boliviano 1998 è stata la 22ª edizione della massima serie calcistica della Bolivia, ed è stata vinta dal Blooming.

## Formula
Il campionato è strutturato in due fasi; il Torneo di Apertura (intitolato per l'occasione a Ramiro Castillo, suicidatosi nell'ottobre del 1997) è un girone unico a dodici squadre, mentre il Torneo di Clausura prevede due gironi da sei squadre che permette l'accesso alle prime tre classificate di ogni gruppo a un esagonale finale, che laurea il campione del torneo. Al termine di queste fasi i due campioni si affrontano nella finale, che determina il campione nazionale.

## Torneo Apertura

### Classifica
| Pos. | Squadra           | Pt | G  | V  | N | P  | GF | GS | DR  |
| ---- | ----------------- | -- | -- | -- | - | -- | -- | -- | --- |
| 1    | Wilstermann       | 45 | 22 | 13 | 6 | 3  | 28 | 11 | +17 |
| 2    | The Strongest     | 43 | 22 | 13 | 4 | 5  | 50 | 24 | +26 |
| 3    | Blooming          | 37 | 22 | 11 | 4 | 7  | 36 | 32 | +4  |
| 4    | San José          | 34 | 22 | 9  | 7 | 6  | 27 | 26 | +1  |
| 4    | Oriente Petrolero | 34 | 22 | 10 | 4 | 8  | 32 | 33 | -1  |
| 6    | Guabirá           | 33 | 22 | 9  | 6 | 7  | 30 | 34 | -4  |
| 7    | Ind. Petrolero    | 32 | 22 | 9  | 5 | 8  | 29 | 20 | +9  |
| 8    | Real Potosí       | 29 | 22 | 8  | 5 | 9  | 34 | 38 | -4  |
| 9    | Bolívar           | 28 | 22 | 8  | 4 | 10 | 30 | 29 | +1  |
| 10   | Real Santa Cruz   | 21 | 22 | 5  | 6 | 11 | 18 | 30 | -12 |
| 11   | Destroyers        | 19 | 22 | 5  | 4 | 13 | 23 | 38 | -15 |
| 12   | Chaco Petrolero   | 12 | 22 | 3  | 3 | 16 | 21 | 45 | -24 |

## Torneo Clausura

### Fase a gironi
Legenda
|  | Qualificata alla fase successiva |

#### Gruppo A
| Pos. | Squadra           | Pt | G  | V | N | P | GF | GS | DR  |
| ---- | ----------------- | -- | -- | - | - | - | -- | -- | --- |
| 1    | Real Santa Cruz   | 18 | 12 | 5 | 3 | 4 | 20 | 13 | +7  |
| 1    | Real Potosí       | 18 | 12 | 5 | 3 | 4 | 20 | 23 | -3  |
| 3    | San José          | 17 | 12 | 5 | 2 | 5 | 23 | 20 | +3  |
| 4    | Oriente Petrolero | 16 | 12 | 4 | 4 | 4 | 19 | 18 | +1  |
| 5    | The Strongest     | 14 | 12 | 4 | 2 | 6 | 23 | 24 | -9  |
| 6    | Chaco Petrolero   | 11 | 12 | 3 | 2 | 7 | 18 | 31 | -23 |

#### Gruppo B
| Pos. | Squadra        | Pt | G  | V | N | P | GF | GS | DR  |
| ---- | -------------- | -- | -- | - | - | - | -- | -- | --- |
| 1    | Blooming       | 26 | 12 | 7 | 5 | 0 | 24 | 10 | +14 |
| 2    | Ind. Petrolero | 22 | 12 | 6 | 4 | 2 | 23 | 8  | +15 |
| 3    | Wilstermann    | 20 | 12 | 6 | 2 | 4 | 16 | 15 | +1  |
| 4    | Bolívar        | 16 | 12 | 5 | 1 | 6 | 21 | 24 | -3  |
| 5    | Destroyers     | 11 | 12 | 3 | 2 | 7 | 18 | 31 | -23 |
| 6    | Guabirá        | 10 | 12 | 2 | 4 | 6 | 16 | 24 | -8  |

### Girone finale
| Pos. | Squadra         | Pt | G  | V | N | P | GF | GS | DR  |
| ---- | --------------- | -- | -- | - | - | - | -- | -- | --- |
| 1    | Blooming        | 23 | 10 | 7 | 2 | 1 | 16 | 7  | +9  |
| 2    | Wilstermann     | 19 | 10 | 6 | 1 | 3 | 19 | 13 | +6  |
| 3    | San José        | 14 | 10 | 4 | 2 | 4 | 16 | 13 | +3  |
| 4    | Ind. Petrolero  | 13 | 10 | 4 | 1 | 5 | 13 | 13 | 0   |
| 5    | Real Potosí     | 11 | 10 | 3 | 2 | 5 | 20 | 20 | 0   |
| 6    | Real Santa Cruz | 5  | 10 | 1 | 2 | 7 | 6  | 24 | -18 |

## Finale

### Andata
| Arbitro: | Ortubé |

| |            | |
| Menacho 22’ 64’ Tufiño 81’ (rig.) | Marcatori  | |
| · Fernández 1 P · Ribera 2 D · Paredes 3 D · Cabrera 14 D · Justiniano 6 D · 18’ Álvarez 4 D · Couceiro 5 C · Tufiño 8 C · 57’ Paniagua 7 C · 73’ Arandia 17 A · R. Gutiérrez 11 C · Blanco 10 A · 35’ Menacho 9 A · Cantero 16 C | Formazioni | · P 1 Soria · D 2 Morejón 65’ · D 3 Loayza 15’ · D 4 Kekes · D 6 Andrade · C 5 Ayaviri 5’ · D 13 Pérez 65’ · C 8 Sánchez 53’ · C 7 Rios · C 16 Flores · C 10 Villarroel · A 9 Cárdenas · A 11 Meneses · A 18 Osorio |
| Aragonés | Allenatori | Núñez |

### Ritorno
| Arbitro: | Lugones |

| |            | |
| | Marcatori  | 86’ Blanco |
| · Torrico 22 P · Pérez 2 D · Cárdenas 13 A · Sozzani 3 D · Kekes 4 D · Loayza 6 D · Ayaviri 5 C · Galindo 11 C · Morejón 8 C · Ramírez 17 A · Villarroel 10 C · 16’ González 9 A · Meneses 7 A · Flores 16 A | Formazioni | · P 1 Fernández · D 2 Ribera · D 3 Paredes · D 6 Justiniano 82’ · D 4 Álvarez 75’ · C 5 Couceiro · C 8 Tufiño · C 10 L. Gutiérrez · D 13 Yabeta · C 11 R. Gutiérrez · A 7 Menacho · A 15 Blanco · A 9 Antelo · C 17 Paniagua |
| Núñez | Allenatori | Aragonés |

## Verdetti
- Blooming campione nazionale
- Unión Central promosso dalla seconda divisione (Copa Simón Bolívar).

## Classifica marcatori
| Gol |  |  | Giocatore                | Squadra       |
| --- |  |  | ------------------------ | ------------- |
| 31  |  |  | Víctor Antelo            | Blooming      |
| 22  |  |  | Berthy Suárez            | The Strongest |
| 17  |  |  | Jesús Reynaldo           | Real Potosí   |
| 14  |  |  | Carlos Cárdenas          | Wilstermann   |
| 13  |  |  | Alberto Carvalho         | San José      |
| 13  |  |  | Antonio Vidal González   | Wilstermann   |
| 13  |  |  | Guido Aballay            | San José      |
| 13  |  |  | Jefferson Gottardi       | Bolívar       |
| 13  |  |  | José Luis Ortiz Soliz    | The Strongest |
| 13  |  |  | Julio Fernández Orellana | Real Potosí   |
| 13  |  |  | Limberg Gutiérrez        | Blooming      |